# Kapiti
Wyspa Kapiti – mała wyspa oddalona o 8 km od zachodniego wybrzeża Wyspy Północnej Nowej Zelandii.
Jest długa na 10 km, mierząc od południowo-zachodniego krańca do północno-wschodniego krańca i mniej więcej ma 2 km szerokości. Kształtem przypomina prostokąt. Najwyższym szczytem jest Tuteremoana, 521 m. Wyspa jest domem licznych natywnych gatunków ptaków, obejmujących m.in. takahe, koralnika modropłatkowego, skalinka wielkogłowego, weka, miodnika, skalinka białoczelnego, kurobroda siodłatego i wachlarzówkę posępną. 
Z pobliskiego miasta Wellington są organizowane regularne wycieczki turystyczne na wyspę, jednak liczba odwiedzających jest ograniczona do 50 osób dziennie. Na wyspie nie ma drapieżnych ssaków, a występujące tam ptaki są niepłochliwe i pozwalają obserwować się z bliska.